# Здуни (гміна, Ловицький повіт)
Гміна Здуни (пол. Gmina Zduny) — сільська гміна у центральній Польщі. Належить до Ловицького повіту Лодзинського воєводства.
Станом на 31 грудня 2011 у гміні проживало 6013 осіб.

## Площа
Згідно з даними за 2007 рік площа гміни становила 128.53 км², у тому числі:
- орні землі: 91.00%
- ліси: 1.00%

Таким чином, площа гміни становить 13.02% площі повіту.

## Населення
Станом на 31 грудня 2011:
| Опис     | Загалом | Загалом | Чоловіки | Чоловіки | Жінки | Жінки |
| -------- | ------- | ------- | -------- | -------- | ----- | ----- |
| одиниця  | осіб    | %       | осіб     | %        | осіб  | %     |
| все      | 6013    | 100     | 2961     | 49.24    | 3052  | 50.76 |
| міське   | 0       | 100     | 0        |          | 0     |       |
| сільське | 6013    | 100     | 2961     | 49.24    | 3052  | 50.76 |

## Сусідні гміни
Гміна Здуни межує з такими гмінами: Бедльно, Беляви, Жихлін, Кернозя, Лович, Хонсно.